# جو برادلي
جو برادلي (بالإنجليزية: John Bradley)‏ هو ممثل أمريكي، ولد في 18 أكتوبر 1960.

## أعمال

### أفلام
- (1996) يوم الاستقلال[1][2]

## وصلات خارجية
- جو برادلي على موقع IMDb (الإنجليزية)
- جو برادلي على موقع قاعدة بيانات الفيلم (الإنجليزية)